# Twyford (Berkshire)
Twyford – wieś i civil parish w Anglii, w Berkshire, w dystrykcie (unitary authority) Wokingham. W 2011 civil parish liczyła 6618 mieszkańców.